# Реактивен самолет
Реактивните самолети са самолети, задвижвани с турбореактивен двигател.
В сравнение с витловите самолети, те постигат най-добра ефективност при по-големи скорости и височини на полета. Обикновено са предназначени за движение със скорост близка или надхвърляща скоростта на звука (над 980 km/h) и при височини 10 – 15 хиляди метра и повече. Първият реактивен самолет е завършеният през 1939 година „Хайнкел He 178“, като технологията се развива активно по време и непосредствено след Втората световна война.